# Nordin Amrabat
Noureddine (Nordin) Amrabat (Naarden, 31 maart 1987) is een Marokkaans-Nederlands profvoetballer die doorgaans als aanvaller speelt. Hij verruilde Hull City in mei 2025 voor Wydad Casablanca. Amrabat speelde tussen 2011 en 2019 vierenzestig interlands voor het Marokkaans voetbalelftal. Hij is de oudere broer van Sofyan Amrabat.

## Clubvoetbal

### Jeugd
Amrabat begon met voetballen bij amateurclub HSV De Zuidvogels uit Huizen. Daar werd hij gescout door Ajax. Na drie seizoenen in Amsterdam kreeg hij last van groeiproblemen en blessures, waardoor hij weinig in actie kwam. Toen hij daarnaast te laat terugkeerde van zijn vakantie, besloot de Amsterdamse club Amrabat uit de jeugdopleiding te zetten. Amrabat keerde daarop naar HSV De Zuidvogels.
Nadat Amrabat het vertrouwen kreeg van Jurgen Kok, die eerst jeugdtrainer en later hoofdtrainer was, verwierf Amrabat, als jongeling een plaats in het eerste elftal van SV Huizen. Hier werd hij gescout door FC Omniworld uit Almere. Hij keerde op negentienjarige leeftijd terug in het betaald voetbal.

### Nederland
In het seizoen 2006/07 kwam Amrabat 36 wedstrijden in actie voor FC Omniworld, veelal als rechtsbuiten. Dat seizoen maakte hij veertien doelpunten, waarmee hij clubtopscorer werd en leverde hij veertien assists af. Amrabat maakte ondertussen ook zijn debuut in Jong Oranje. Door zijn creatieve spel trok Amrabat de aandacht van scouts van VVV-Venlo, dat net gepromoveerd was naar de Eredivisie.

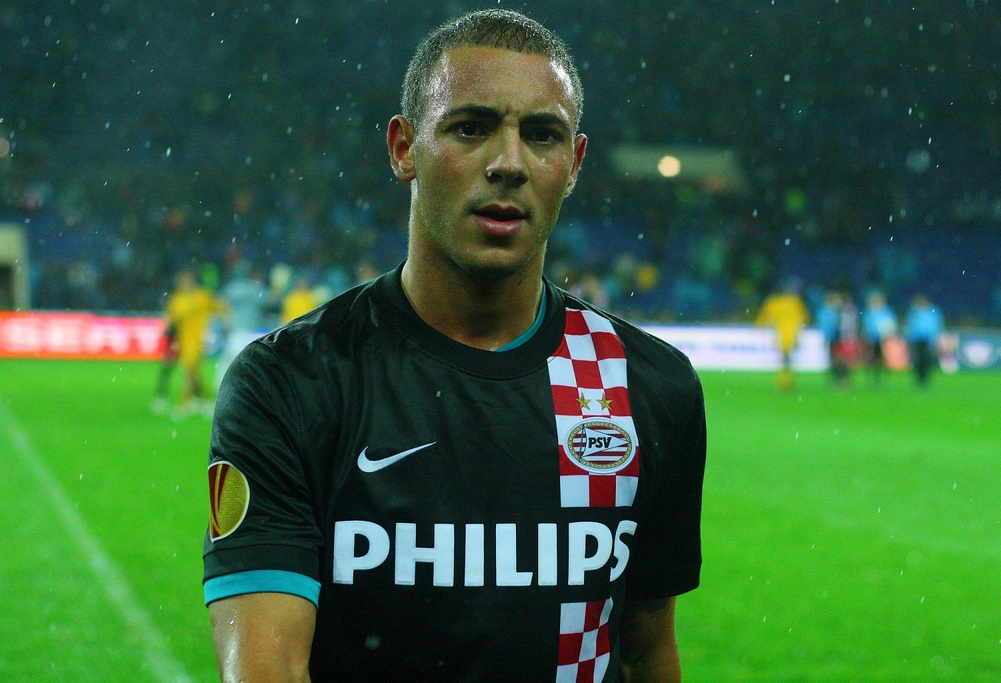
Amrabat bij PSV Eindhoven.

Ook bij VVV bleef Amrabat slechts één seizoen, waarin hij 33 wedstrijden speelde en 10 doelpunten maakte. Na enkele sterke wedstrijden tijdens het seizoen 2007/08 was er interesse van Feyenoord, PSV, FC Utrecht, sc Heerenveen en Standard Luik. VVV was bereid mee te werken aan een snelle transfer door een clausule in het contract van Amrabat, waarin vastlag dat hij bij degradatie voor 175 duizend euro, het bedrag waarvoor de club hem had aangetrokken, mocht vertrekken. Het was uiteindelijk PSV dat aan het langste eind trok. Op 3 maart tekende Amrabat een vierjarig contract bij de Eindhovenaren. PSV betaalde uiteindelijk ongeveer 2,3 miljoen euro voor de aanvaller, terwijl VVV dat seizoen alsnog degradeerde.
In zijn eerste twee seizoenen onder Huub Stevens, Dwight Lodeweges en Fred Rutten speelde Amrabat regelmatig, meestal als buitenspeler, maar was nooit een onomstreden kracht. Hij kwam in die seizoenen tot 25 en 26 competitiewedstrijden.

### Turkije
Tijdens de winterstop van het seizoen 2010/11 maakte Amrabat de overstap naar Kayserispor, waar oud-Ajacied Sjota Arveladze trainer was. Amrabat tekende op 3 januari een contract voor 4,5 jaar bij de club uit Kayseri. De Turkse club betaalde PSV een transfersom van ongeveer 1,1 miljoen euro. Daarnaast bedong de club een doorverkooppercentage van 20%, waardoor zij later nogmaals 6 ton ontving. Amrabat speelde zijn eerste wedstrijd voor Kayserispor op 24 januari 2011 tegen Istanbul BB. Hij begon in de basis aan de wedstrijd en scoorde zijn eerste doelpunt in de 34ste minuut voor zijn nieuwe werkgever. Amrabat bleef 73 minuten lang op het veld. Kayserispor won de wedstrijd uiteindelijk met 3-2.
In de zomer van 2012 toonde  Galatasaray interesse in Amrabat. Aanvankelijk wilde Kayserispor de aanvaller niet laten gaan, vanwege de contractuele verplichtingen aan PSV, waardoor het zelf minder aan de transfer overhield. Nadat zowel Amrabat als de Eindhovense club water bij de wijn hadden gedaan, kwam de transfer alsnog rond. Galatasaray betaalde ongeveer 8,6 miljoen euro voor de aanvaller aan Kayerispor en beloofde een oefenwedstrijd te spelen tegen PSV. Amrabat tekende hierop in juli 2012 een vijfjarig contract bij Galatasaray. Hij maakte zijn debuut in de competitie tegen Kasımpaşa. Zijn eerste doelpunt voor Galatasaray scoorde Amrabat in een oefenwedstrijd tegen Kartalspor.
Bij Galatasaray wist Amrabat, mede door de Turkse regels omtrent buitenlandse spelers ook geen vaste waarde te worden. In de winterstop van 2014 besloot de club Amrabat te verhuren om hem ritme te laten opdoen bij een andere club.

### Spanje en Engeland
Galatasaray verhuurde Amrabat op 27 januari 2014 voor de rest van het seizoen aan Málaga CF. Het seizoen erop huurde de club hem opnieuw, waarbij het ook een optie tot koop bedong. In zijn anderhalf jaar op huurbasis bij de Spaanse club speelde hij 46 competitiewedstrijden en eindigde hij de Primera División als elfde en als negende. Amrabat verkaste in juli 2015 definitief naar Málaga, waar hij een contract tot medio 2019 tekende. Amrabat zou zijn contract echter niet uitdienen.
Na een half jaar, waarin hij tot dertien wedstrijden kwam, verkaste Amrabat naar Watford FC, dat hem voor de in zijn contract genoemde gelimiteerde transfersom van ruim 8 miljoen euro overnam. Amrabat tekende een contract voor 3,5 jaar bij de Engelse club.

### Al Nassr
Na een sterk WK in 2018 speelde Amrabat zich in de kijker van het Saudische Al Nassr. Amrabat leverde Watford naar verluidt een transfersom van zeker 3,5 miljoen euro op en zelf zou de Marokkaans international in drie jaar tijd 8,5 miljoen euro verdienen. Met zijn club won hij de Saudi Professional League 2018/19.

### AEK Athene
In augustus 2021 keerde Amrabat terug op de Europese voetbalvelden en tekende voor twee seizoenen bij AEK Athene. Na bijna vier jaar liet hij zijn contract bij de Griekse topclub ontbinden.

### Hull City
In januari 2025 vervolgde de 37-jarige middenvelder zijn carrière bij Hull City dat tegen degradatie uit de Championship vocht.

## Clubstatistieken
| Seizoen | Club             | Competitie                | Competitie | Competitie | Competitie | Beker | Beker | Beker | Internationaal | Internationaal | Internationaal | Totaal | Totaal | Totaal |
| Seizoen | Club             | Competitie                | Wed.       | Dlp.       | Ass.       | Wed.  | Dlp.  | Ass.  | Wed.           | Dlp.           | Ass.           | Wed.   | Dlp.   | Ass.   |
| ------- | ---------------- | ------------------------- | ---------- | ---------- | ---------- | ----- | ----- | ----- | -------------- | -------------- | -------------- | ------ | ------ | ------ |
| 2006/07 | FC Omniworld     | Eerste divisie            | 6          | 0          | 0          | 0     | 0     | 0     | —              | —              | —              | 6      | 0      | 0      |
| 2007/08 | VVV-Venlo        | Eredivisie                | 36         | 10         | 7          | 0     | 0     | 0     | —              | —              | —              | 36     | 10     | 7      |
| 2008/09 | PSV              | Eredivisie                | 25         | 5          | 4          | 2     | 0     | 0     | 3              | 0              | 0              | 30     | 5      | 4      |
| 2009/10 | PSV              | Eredivisie                | 25         | 3          | 5          | 3     | 1     | 0     | 4              | 1              | 0              | 32     | 5      | 5      |
| 2010/11 | PSV              | Eredivisie                | 6          | 1          | 0          | 2     | 1     | 1     | 5              | 0              | 0              | 13     | 2      | 1      |
| 2010/11 | Kayserispor      | Süper Lig                 | 14         | 1          | 6          | 0     | 0     | 0     | —              | —              | —              | 14     | 1      | 6      |
| 2011/12 | Kayserispor      | Süper Lig                 | 24         | 5          | 8          | 2     | 1     | 0     | —              | —              | —              | 26     | 6      | 8      |
| 2012/13 | Galatasaray      | Süper Lig                 | 30         | 1          | 7          | 3     | 0     | 0     | 10             | 0              | 3              | 43     | 1      | 10     |
| 2013/14 | Galatasaray      | Süper Lig                 | 4          | 0          | 0          | 4     | 2     | 0     | 5              | 0              | 1              | 13     | 2      | 1      |
| 2013/14 | → Málaga         | Primera División          | 15         | 2          | 5          | 0     | 0     | 0     | —              | —              | —              | 15     | 2      | 5      |
| 2014/15 | → Málaga         | Primera División          | 31         | 6          | 6          | 4     | 0     | 1     | —              | —              | —              | 35     | 6      | 7      |
| 2015/16 | Málaga           | Primera División          | 13         | 0          | 1          | 1     | 0     | 0     | —              | —              | —              | 14     | 0      | 1      |
| 2015/16 | Watford          | Premier League            | 12         | 0          | 0          | 3     | 0     | 0     | —              | —              | —              | 15     | 0      | 0      |
| 2016/17 | Watford          | Premier League            | 29         | 0          | 3          | 0     | 0     | 0     | —              | —              | —              | 29     | 0      | 3      |
| 2017/18 | Watford          | Premier League            | 3          | 0          | 0          | 1     | 0     | 0     | —              | —              | —              | 4      | 0      | 0      |
| 2017/18 | → Leganés        | Primera División          | 30         | 2          | 3          | 5     | 1     | 0     | —              | —              | —              | 35     | 3      | 3      |
| 2018/19 | Al-Nassr         | Saudi Professional League | 26         | 5          | 10         | 2     | 0     | 0     | 2              | 0              | 0              | 30     | 5      | 10     |
| 2019/20 | Al-Nassr         | Saudi Professional League | 29         | 4          | 11         | 5     | 1     | 0     | 2              | 0              | 1              | 36     | 5      | 12     |
| 2020/21 | Al-Nassr         | Saudi Professional League | 25         | 6          | 2          | 4     | 1     | 0     | 5              | 0              | 1              | 34     | 7      | 3      |
| 2021/22 | AEK Athene       | Super League              | 29         | 6          | 4          | 2     | 0     | 0     | —              | —              | —              | 31     | 6      | 4      |
| 2022/23 | AEK Athene       | Super League              | 31         | 8          | 4          | 3     | 0     | 0     | —              | —              | —              | 34     | 8      | 4      |
| 2023/24 | AEK Athene       | Super League              | 27         | 6          | 7          | 2     | 0     | 0     | 10             | 0              | 1              | 39     | 6      | 8      |
| 2024/25 | AEK Athene       | Super League              | 6          | 1          | 1          | 0     | 0     | 0     | 3              | 1              | 0              | 9      | 2      | 1      |
| 2024/25 | Hull City        | Championship              | 10         | 0          | 1          | 0     | 0     | 0     | —              | —              | —              | 10     | 0      | 1      |
| 2024/25 | Wydad Casablanca | Botola Pro                | 0          | 0          | 0          | 0     | 0     | 0     | 2              | 0              | 1              | 2      | 0      | 1      |
| TOTAAL  | TOTAAL           | TOTAAL                    | 486        | 72         | 95         | 48    | 8     | 2     | 51             | 2              | 8              | 585    | 82     | 104    |

Bijgewerkt tot en met 23 juni 2025.

## Interlandcarrière

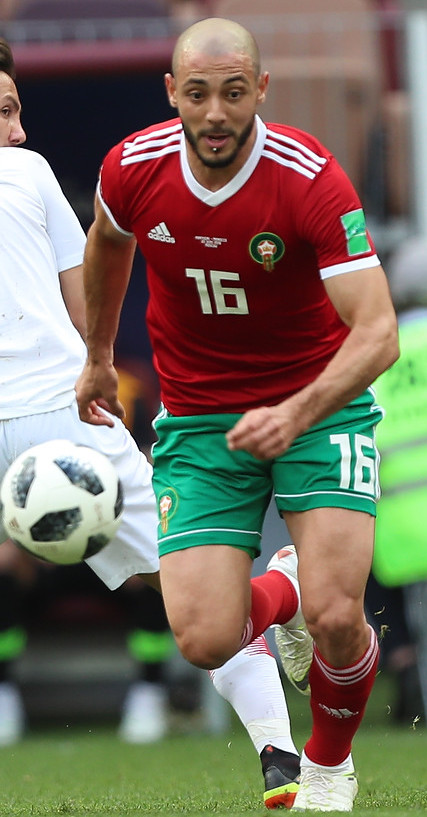
Amrabat aan de bal op het WK 2018.

Amrabat had tot zijn 21e verjaardag de tijd om bij de FIFA een verzoek in te dienen om voor Marokko uit te mogen komen. Omdat hij voor één of meerdere vertegenwoordigde elftallen van Nederland had gespeeld diende hij een verzoek in te dienen voor het wijzigen van de zogenaamde FIFA-nationaliteit. Hij heeft geen gebruik gemaakt van deze mogelijkheid om zijn voetbalnationaliteit te veranderen. Amrabat zat in 2008 in de voorselectie van Foppe de Haan van het Nederlands Olympisch elftal voor de Spelen in Peking. Hij werd door De Haan niet meegenomen in zijn definitieve selectie. Ondertussen veranderde de FIFA de regels, waardoor Amrabat de mogelijkheid had om alsnog voor Marokko uit te komen. Op 9 augustus 2009 maakt Amrabat tegenover de Marokkaanse voetbalwebsite Atlas-lions bekend dat hij graag voor Marokko wilde uitkomen. Dit terwijl assistent-bondscoach van Nederland Phillip Cocu hem adviseerde om twee jaar te wachten op zijn besluit, aangezien hij potentie zag in de PSV'er.
Uiteindelijk speelde Amrabat in 2011 zijn eerste interland voor Marokko. Met het Marokkaans olympisch elftal, onder leiding van coach Pim Verbeek, nam hij deel aan de Olympische Spelen van 2012 in Londen. Marokko werd hier uitgeschakeld in de groepsfase. Amrabat had in alle drie de wedstrijden een basisplaats. Hij maakte deel uit van de Marokkaanse selectie die deelnam aan het WK voetbal 2018 in Rusland. Daar liep hij in de eerste wedstrijd tegen Iran (0-1) een hersenschudding op, waardoor hij het tweede duel tegen Portugal dacht te moeten missen, hij speelde uiteindelijk toch mee. Marokko werd in de groepsfase uitgeschakeld. Na de afsluitende groepswedstrijd tegen Spanje (2-2) luchtte Amrabat zijn hart tegen de camera, omdat de gelijkmakende goal van Iago Aspas in blessuretijd werd toegekend door ingrijpen door de videoscheidsrechter. "Die VAR is ongelooflijk", zei de verongelijkte Amrabat na afloop tegen de NOS. "Ze kiezen willekeurige momenten uit. Je kan niet één keer wel en een keer niet. Dan moet er nieuwe regels komen. Of bij elk moment, of helemaal niet." De wereldvoetbalbond FIFA berispte Amrabat voor zijn "VAR is bullshit"-opmerking.

## Erelijst
| Competitie                |        |            |     |     |
| Competitie                | Aantal | Jaren      |     |     |
| PSV                       | PSV    | PSV        | PSV | PSV |
| ------------------------- | ------ | ---------- | --- | --- |
| Johan Cruijff Schaal      | 1x     | 2008       |     |     |
| Galatasaray               |        |            |     |     |
| Süper Lig                 | 1x     | 2012/13    |     |     |
| Süper Kupa                | 2x     | 2012, 2013 |     |     |
| Al-Nassr                  |        |            |     |     |
| Saudi Professional League | 1x     | 2018/19    |     |     |
| Saudi Super Cup           | 2x     | 2019, 2020 |     |     |
| AEK Athene                |        |            |     |     |
| Super League              | 1x     | 2022/23    |     |     |
| Griekse voetbalbeker      | 1x     | 2023       |     |     |